# Modelo HELP
Modelo HELP (Hydrological Evaluation of Landfill Performance)
El modelo HELP (Evaluación Hidrológica de Rellenos Sanitarios), hace parte de un software de simulación del mismo nombre, que permite modelar el comportamiento de un relleno sanitario a partir de la información de diseño del mismo y de información climática de la zona donde está ubicado el relleno sanitario.

## Historia
EL modelo HELP fue desarrollado por el Cuerpo de Ingenieros de la Armada de Estados Unidos como un proyecto para proporcionar una herramienta estandarizada para el diseño y evaluación de rellenos sanitarios en Estados Unidos. El desarrollo de este software se llevó a cabo entre 1982 y 1994, consiguiéndose al final un software completo que se utiliza este modelo para el modelamiento: Modelo HELP version 3.04 (en inglés).

## Características
Una de las características principales del modelo es que es el único en capacidad para modelar de forma bidimensional el transporte de materia en rellenos sanitarios, distinguiéndose entre los demás modelos de su tipo los cuales únicamente pueden modelar en una dimensión.
Otra característica, es la completa información de suelos, materiales de construcción (geomembranas, filtros, etc.) y registros históricos de información climática que este software posee (183 ciudades estadounidenses).
El modelo requiere de 3 tipos de información básica para su funcionamiento:
- Información geológica de la zona donde está ubicado el relleno sanitario.
- Información geográfica de la zona (latitud - Longitud).
- Información climática histórica de la zona.

De la precisión de esta información depende la precisión en los resultados obtenidos. Así mismo, debe tenerse en cuenta que mientras más información climática histórica se posea, mejor serán los resultados, en el caso de la información climática, se debe disponer de por lo menos 5 años de datos (el software soporta una base de datos de hasta 100 años).
También incorpora un generador sintético de clima (para la región norteamericana).

## Aplicabilidad y restricciones
Este modelo fue diseñado para condiciones de suelo y clima del continente Norteamericano, en el cual se presentan estaciones, condiciones de vegetación, morfología de suelo e iluminación solar específicas, debido a esto, es necesaria un especial y cuidadoso proceso de validación al momento de aplicar el modelo a condiciones de suelo y clima diferentes al Norteamericano.
Se han realizado validaciones del modelo en otras regiones, como la realizada por Berger (1996-2000) en Alemania, por la profundidad en su investigación y criterio; esta validación arrojó conclusiones importantes sobre la precisión del modelo así como una versión mejorada del modelo.
Otro proceso de validación importante debido a las condiciones en que se ensayó este modelo, fue la realizada en Colombia (Suramérica) entre 2003 y 2005. Esta se realizó en una zona con condiciones de clima totalmente diferentes a las de diseño original del modelo (donde se presentan períodos de estaciones) esta vez el modelo se aplicó en condiciones de clima tropical. También se disponía de condiciones de suelo muy diferentes a las de diseño , esta vez ya no se trataba de suelo antiguo, sino que se aplicaba sobre suelos volcánicos (que se caracterizan por su origen reciente).
La información obtenida en esta última validación permitió corroborar la aplicabilidad del modelo para diferentes condiciones de clima y terreno siempre y cuando se lleve a cabo un correcto proceso de validación del modelo previo.